# 27791 Masaru
27791 Masaru è un asteroide della fascia principale. Scoperto nel 1993, presenta un'orbita caratterizzata da un semiasse maggiore pari a 2,1874435 UA e da un'eccentricità di 0,0567793, inclinata di 4,74103° rispetto all'eclittica.